# Gymnothorax tile
Gymnothorax tile är en fiskart som först beskrevs av Hamilton 1822.  Gymnothorax tile ingår i släktet Gymnothorax och familjen Muraenidae. Inga underarter finns listade i Catalogue of Life.